# Oryzoborus nuttingi
Oryzoborus nuttingi là một loài chim trong họ Thraupidae.